# Босилеград (община)
Босилеград (серб. Босилеград) — община в Сербии, входит в Пчиньский округ.
Население общины составляет 8129 человек (2011 год). Занимаемая площадь — 571 км².
Административный центр общины — город Босилеград. Община Босилеград состоит из 37 населённых пунктов.

## Населённые пункты

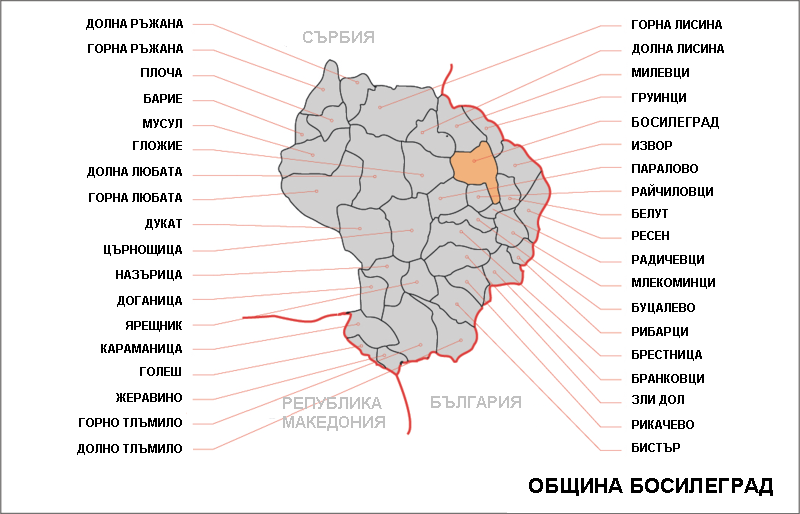

- Барье
- Белут
- Бистар
- Босилеград
- Бранковци
- Бресница
- Буцелево
- Гложье
- Голеш
- Горне-Тламино
- Горня-Лисина
- Горня-Любата
- Горня-Ржана
- Груинци
- Доганица
- Доне-Тламино
- Доня-Лисина
- Доня-Любата
- Доня-Ржана
- Дукат
- Жеравино
- Зли-Дол
- Извор
- Караманица
- Милевци
- Млекоминци
- Мусуль
- Назарица
- Паралово
- Плоча
- Радичевци
- Райчиловци
- Ресен
- Рибарци
- Рикачево
- Црноштица
- Ярешник

## Население
| Год  | Население, чел. |
| ---- | --------------- |
| 1948 | 18 816          |
| 1953 | 19 751          |
| 1961 | 18 368          |
| 1971 | 17 306          |
| 1981 | 14 196          |
| 1991 | 11 644          |
| 2002 | 9 931           |
| 2011 | 8 129           |

### Этнический состав
Согласно переписи 2002 года болгарами себя назвали 7 037 человек (70.86 %), сербами — 1 308 человек (13.17 %), югословенами — 288 человек (2.9 %), македонцами — 42 человека (0.5 %).